# رود شیراکاوا
رودخانه شیراکاوا (به لاتین: Shirakawa River) یک رود در ژاپن است که  ۹٫۳ کیلومتر است.